# Bučje, Trstenik
Bučje (izvirno srbsko Бучје) je naselje v Srbiji, ki upravno spada pod Občino Trstenik; slednja pa je del Rasinskega upravnega okraja.

## Demografija
V naselju živi 373 polnoletnih prebivalcev, pri čemer je njihova povprečna starost 45,7 let (45,4 pri moških in 45,9 pri ženskah). Naselje ima 125 gospodinjstev, pri čemer je povprečno število članov na gospodinjstvo 3,66.
To naselje je popolnoma srbsko (glede na rezultate popisa iz leta 2002).
|  |

| Demografija | Demografija     | Demografija     |
| Leto        | Št. prebivalcev | Št. prebivalcev |
| ----------- | --------------- | --------------- |
|             |                 |                 |
|             |                 |                 |
|             |                 |                 |
|             |                 |                 |
| 1948        | 765             |                 |
| 1953        | 720             |                 |
| 1961        | 427             |                 |
| 1971        | 401             |                 |
| 1981        | 579             |                 |
| 1991        | 592             | 521             |
| 2002        | 535             | 458             |
|             |                 |                 |

| Etnična sestava po popisu iz leta 2002 | Etnična sestava po popisu iz leta 2002 | Etnična sestava po popisu iz leta 2002 | Etnična sestava po popisu iz leta 2002 | Etnična sestava po popisu iz leta 2002 |
| -------------------------------------- | -------------------------------------- | -------------------------------------- | -------------------------------------- | -------------------------------------- |
| Srbi                                   | Srbi                                   |                                        | 458                                    | 100,0%                                 |
| Neznano                                | Neznano                                |                                        | 0                                      | 0,0%                                   |